# 羅伯托·戈麥斯·博拉尼奧斯
羅伯托·戈麥斯·博拉尼奧斯（西班牙語：Roberto Gómez Bolaños，1929年2月21日—2014年11月28日），艺名為Chespirito，人稱“小莎士比亞”。他是墨西哥编剧、演员、喜剧演员、电影导演、电视导演、剧作家、歌手、词曲作者和作家。他被公认为有史以来最重要的西班牙语幽默家之一 和20世纪最著名的西班牙語喜剧演员之一。
他曾擔任Chespirito、El Chavo del Ocho和El Chapulín Colorado等電視節目的編劇、導演和演員。這些電視節目中的角色El Chavo是拉丁美洲電視節目历史上最具标志性的人物之一，而El Chavo del Ocho迄今仍然非常受欢迎，全球平均每天收看El Chavo del Ocho的觀眾約有9100万。

## 死亡
2014年11月28日，羅伯托·戈麥斯·博拉尼奧斯因帕金森病并发症引起的心力衰竭而在墨西哥金塔納羅奧州坎昆的家中去世，享年85岁。
2014年12月1日，他被埋葬在墨西哥城的Panteón Francés。